# Ciara Sotto
Ciara Anna Gamboa Sotto (2 de julio de 1980, Makati) es una actriz y cantante filipina.  Ella es la hija menor de la actriz Helen Gamboa y del actor y exsenador Tito Sotto, además tiene descendencia cebuana y china por el lado paterno y  Kapampanganés y español, tanto en por el lado materno. A la edad de 6, Sotto hizo su primera aparición en el programa Coma Bulaga, a los 17 años se convirtió en una de los anfitriones del programa ordinario de 2005 a 2007. Antes de que ella se convirtiera en un anfitrión en Coma Bulaga, fue miembro del antiguo drama de adolescente orientados de TGIS, producido por Viva  Televisión y la Red de GMA.  Durante su adolescencia, junto con el primo Sotto Sotto y Danica Jocas de León, había un número de producciones los Sábadosen Coma Bulaga. Durante su temporada en Coma Bulaga!, fue emparejado con la coanfitrión por Paolo Ballesteros y juntos fueron apodados, "CiaPao".  En 2008, Sotto lanzó su primer álbum discográfico titulado "Si tú me amas". Según ella, admitió que estuvo involucrado en los diferentes aspectos de la producción de su disco. El álbum contiene canciones escritas por su padre y Joey de León con Vic Sotto y Sotto Tito, juntos de registrar la copia de seguridad de la voz de una canción. Este fue el segundo álbum de Sotto y es producido y distribuido por Sony BMG Music.

## Shows en televisión
- TGIS: Gracias a Dios Su Sábado (GMA Network)
- Creciendo (GMA Network)
- Buttercup (ABS-CBN 2)
- Sa Dulo Ng Walang Hanggang (ABS-CBN 2)
- ASAP (ABS-CBN 2)
- Magpakailanman (GMA Network)
- Para Amor Amor (GMA Network)
- Ahora y siempre presenta Dangal (GMA Network)
- Coma Bulaga (GMA Network)
- Coma Bulaga Semana Santa Especiales (GMA Network)

## Curiosidades
- Ciara desempeña como un "kikay", junto a la cantante y actriz Julia Clarete y la cantante y bailarina, Sugar Mercado, compartiendo algunas de sus prendas de vestir, calzado y accesorios con ellas.

- Recientemente, sin embargo, cantó el Himno Nacional de Filipinas en Pacquiao-Márquez II en los Estados Unidos. Se dieron buenas críticas por la versión del "Lupang Hinirang".